# Женска фудбалска репрезентација Гренаде
Женска фудбалска репрезентација Гренаде (енгл. Grenada women's national football team), је национална женска фудбалска репрезентација Гренаде и надгледа је Фудбалски савез Гренаде.

## Такмичарски рекорд

### ФИФА Светско првенство за жене
| 1991 до 2003 | Није учествовала      | Није учествовала      | Није учествовала      | Није учествовала      | Није учествовала      | Није учествовала      | Није учествовала      |
| 2007         | Није се квалификовала | Није се квалификовала | Није се квалификовала | Није се квалификовала | Није се квалификовала | Није се квалификовала | Није се квалификовала |
| 2011         | Није се квалификовала | Није се квалификовала | Није се квалификовала | Није се квалификовала | Није се квалификовала | Није се квалификовала | Није се квалификовала |
| 2015         | Није учествовала      | Није учествовала      | Није учествовала      | Није учествовала      | Није учествовала      | Није учествовала      | Није учествовала      |
| 2019         | Није се квалификовала | Није се квалификовала | Није се квалификовала | Није се квалификовала | Није се квалификовала | Није се квалификовала | Није се квалификовала |
| 2023         | Није се квалификовала | Није се квалификовала | Није се квалификовала | Није се квалификовала | Није се квалификовала | Није се квалификовала | Није се квалификовала |
| Укупно       | –                     | –                     | –                     | –                     | –                     | –                     | –                     |

*Означава нерешене утакмице укључујући нокаут мечеве одлучене извођењем једанаестераца.

### Олимпијске игре
| Олимпијске игре резултати | Олимпијске игре резултати | Олимпијске игре резултати | Олимпијске игре резултати | Олимпијске игре резултати | Олимпијске игре резултати | Олимпијске игре резултати | Олимпијске игре резултати | Олимпијске игре резултати |                  | Квалификације за ОИ, резултати | Квалификације за ОИ, резултати | Квалификације за ОИ, резултати | Квалификације за ОИ, резултати | Квалификације за ОИ, резултати | Квалификације за ОИ, резултати |
| Година                    | Коло                      | Позиција                  | Ута                       | Поб                       | Нер*                      | Изг                       | ГД                        | ГП                        | Ута              | Поб                            | Нер*                           | Изг                            | ГД                             | ГП                             | ГР                             |
| ------------------------- | ------------------------- | ------------------------- | ------------------------- | ------------------------- | ------------------------- | ------------------------- | ------------------------- | ------------------------- | ---------------- | ------------------------------ | ------------------------------ | ------------------------------ | ------------------------------ | ------------------------------ | ------------------------------ |
| 1996 до 2004              | Није учествовала          | Није учествовала          | Није учествовала          | Није учествовала          | Није учествовала          | Није учествовала          | Није учествовала          | Није учествовала          | Није учествовала | Није учествовала               | Није учествовала               | Није учествовала               | Није учествовала               | Није учествовала               |                                |
| 2008                      | Није се квалификовала     | Није се квалификовала     | Није се квалификовала     | Није се квалификовала     | Није се квалификовала     | Није се квалификовала     | Није се квалификовала     | Није се квалификовала     | 3                | 1                              | 0                              | 2                              | 4                              | 14                             |                                |
| 2012                      | Није учествовала          | Није учествовала          | Није учествовала          | Није учествовала          | Није учествовала          | Није учествовала          | Није учествовала          | Није учествовала          | Није учествовала | Није учествовала               | Није учествовала               | Није учествовала               | Није учествовала               | Није учествовала               |                                |
| 2016                      | Није се квалификовала     | Није се квалификовала     | Није се квалификовала     | Није се квалификовала     | Није се квалификовала     | Није се квалификовала     | Није се квалификовала     | Није се квалификовала     | 3                | 1                              | 0                              | 2                              | 2                              | 25                             |                                |
| 2020                      | Одустала                  | Одустала                  | Одустала                  | Одустала                  | Одустала                  | Одустала                  | Одустала                  | Одустала                  | Одустала         | Одустала                       | Одустала                       | Одустала                       | Одустала                       | Одустала                       |                                |
| 2024                      | У току                    | У току                    | У току                    | У току                    | У току                    | У току                    | У току                    | У току                    | У току           | У току                         | У току                         | У току                         | У току                         | У току                         |                                |
| Укупно                    | –                         | –                         | –                         | –                         | –                         | –                         | –                         | –                         | 6                | 2                              | 0                              | 4                              | 6                              | 39                             |                                |

*Означава нерешене утакмице укључујући нокаут мечеве одлучене извођењем једанаестераца.

### Конкакафов шампионат за жене
| Конкакафов шампионат у фудбалу за жене резултати | Конкакафов шампионат у фудбалу за жене резултати | Конкакафов шампионат у фудбалу за жене резултати | Конкакафов шампионат у фудбалу за жене резултати | Конкакафов шампионат у фудбалу за жене резултати | Конкакафов шампионат у фудбалу за жене резултати | Конкакафов шампионат у фудбалу за жене резултати | Конкакафов шампионат у фудбалу за жене резултати |                  | Квалификациони резултати | Квалификациони резултати | Квалификациони резултати | Квалификациони резултати | Квалификациони резултати | Квалификациони резултати |
| Година                                           | Резултат                                         | Ута                                              | Поб                                              | Нер*                                             | Изг                                              | ГД                                               | ГП                                               | ГР               | Ута                      | Поб                      | Нер*                     | Изг                      | ГД                       |                          |
| ------------------------------------------------ | ------------------------------------------------ | ------------------------------------------------ | ------------------------------------------------ | ------------------------------------------------ | ------------------------------------------------ | ------------------------------------------------ | ------------------------------------------------ | ---------------- | ------------------------ | ------------------------ | ------------------------ | ------------------------ | ------------------------ | ------------------------ |
| 1991 до 2002                                     | Није учествовала                                 | Није учествовала                                 | Није учествовала                                 | Није учествовала                                 | Није учествовала                                 | Није учествовала                                 | Није учествовала                                 | Није учествовала | Није учествовала         | Није учествовала         | Није учествовала         | Није учествовала         | Није учествовала         |                          |
| 2006                                             | Није се квалификовала                            | Није се квалификовала                            | Није се квалификовала                            | Није се квалификовала                            | Није се квалификовала                            | Није се квалификовала                            | Није се квалификовала                            | 3                | 0                        | 1                        | 2                        | 2                        | 17                       |                          |
| 2010                                             | Није се квалификовала                            | Није се квалификовала                            | Није се квалификовала                            | Није се квалификовала                            | Није се квалификовала                            | Није се квалификовала                            | Није се квалификовала                            | 2                | 0                        | 0                        | 2                        | 0                        | 6                        |                          |
| 2014                                             | Није учествовала                                 | Није учествовала                                 | Није учествовала                                 | Није учествовала                                 | Није учествовала                                 | Није учествовала                                 | Није учествовала                                 | Куп Кариба 2014. | Куп Кариба 2014.         | Куп Кариба 2014.         | Куп Кариба 2014.         | Куп Кариба 2014.         | Куп Кариба 2014.         |                          |
| 2018                                             | Није се квалификовала                            | Није се квалификовала                            | Није се квалификовала                            | Није се квалификовала                            | Није се квалификовала                            | Није се квалификовала                            | Није се квалификовала                            | 4                | 0                        | 1                        | 3                        | 1                        | 27                       |                          |
| 2022                                             | Није се квалификовала                            | Није се квалификовала                            | Није се квалификовала                            | Није се квалификовала                            | Није се квалификовала                            | Није се квалификовала                            | Није се квалификовала                            | У току           | У току                   | У току                   | У току                   | У току                   | У току                   |                          |
| Укупно                                           | –                                                | –                                                | –                                                | –                                                | –                                                | –                                                | –                                                | 9                | 0                        | 2                        | 7                        | 3                        | 50                       |                          |

*Означава нерешене утакмице укључујући нокаут мечеве одлучене извођењем једанаестераца.